# تشارلي أندرسون
تشارلي أندرسون (بالإنجليزية: Charlie Anderson)‏ هو لاعب كرة قدم أمريكية أمريكي، ولد في 8 ديسمبر 1981 في جاكسون في الولايات المتحدة.

## وصلات خارجية
- تشارلي أندرسون على موقع مرجع كرة القدم المحترفة.كوم (الإنجليزية)